# Brigitte Pulley-Grein
Brigitte Pulley-Grein (* 1. Juli 1945 in Sielen) ist eine deutsche Schriftstellerin, die vor allem Gedichte veröffentlicht.

## Leben und Werk
Brigitte Pulley-Grein wurde 1945 in Sielen in Nordhessen im Landkreis Kassel geboren. Nach dem Schulabschluss erfolgte der Umzug nach Kassel. Dort schloss sie nach dreijähriger Lehre die Ausbildung zur Großhandelskauffrau ab. Neben ihrer normalen Berufstätigkeit entwickelte sie ihr Talent in der schreibenden Zunft. Seit Beginn der 1990er Jahre ist sie auch als Schriftstellerin und Lyrikerin mit verschiedenen Publikationen wie Gedichtbänden und sinfonischen Liedern aktiv.
1999 erschien ihr erster Gedichtband Lyrische Träumereien. Ihre zweite Lyrikpublikation trug den Titel Dem Wind gelauscht. Als Lyrikerin liest sie regelmäßig im Rahmen von Kulturwochen und Kulturveranstaltungen aus ihren Werken. Ihr bisher letzter Gedichtband wurde 2003 unter dem Namen Vom Morgen bis zur Nacht publiziert.
Im Oktober 2002 gründete sie mit einem Literatur-Kollegen den KKK – Kasseler Künstler Kreis, bestehend aus Bildenden Künstlern, Literaten und Musikern.
Brigitte Pulley-Grein lebt in Kassel.

## Bücher
- Lyrische Träumereien. Gedichte. BücherWerkstatt, Kassel 1999, ISBN 3-933332-34-6.
- Dem Wind gelauscht. Gedichte. Ed. Primavista, Swienty, Solingen 2001, ISBN 3-936123-00-4.
- Vom Morgen bis zur Nacht. Gedichte. Ed. Primavista, Sprockhövel 2003, ISBN 3-936123-07-1.

## Weitere Publikationen
- Die Ausnahme: Warum nicht auch einmal ich? Thiele & Schwarz, Kassel 1996, ISBN 3-87816-086-0.
- angeschliffen: Arbeiten des Kasseler KünstlerKreises. Verlag Wortwechsel, Kaufungen 2004, ISBN 3-935663-09-9. (mit Beiträgen zur Literatur, Musik, Bildhauerei, Malerei, Grafik, Performance aus der Region Kassel)